# Dino Kessler
Dino Kessler, né le 23 décembre 1966 à Coire, est un joueur professionnel suisse de hockey sur glace. Il a évolué au poste de défenseur dans le championnat de Suisse de hockey sur glace et en équipe nationale.

## Carrière de joueur
Dino Kessler a commencé sa carrière au HC Coire au milieu des années 1980. Dans les Grisons, le HC Coire fait l'ascenseur entre la LNA  et la LNB du championnat de Suisse de hockey sur glace. En 1990, il rejoint le EV Zoug.
Défenseur agressif, souvent à la limite, doté d'un tir surpuissant, il y joue pendant dix ans, avec une parenthèse d'une saison au CP Berne. Avec Zoug, il obtient son seul titre de champion de Suisse en 1998.
En 2001, il part au Genève-Servette HC qui joue en LNB. Genève, qui a également dans ses rangs des joueurs tels que Philippe Bozon, Igor Fedulov, Pascal Schaller ou Gaëtan Voisard, survole la ligue et accède à LNA à la suite d'un barrage contre le HC Coire. La saison suivante, il participe avec Genève aux séries éliminatoires pour le titre contre le CP Berne et sérieusement touché aux cervicales à la suite d'une charge du défenseur bernois Rolf Ziegler. Il évite néanmoins la paralysie et peut poursuivre sa carrière.
Au printemps 2003, il est annoncé avec Dan Hodgson, Samuel Balmer et Lars Leuenberger, comme nouvelle recrue du HC Bâle, champion de LNB et qui accède directement à la LNA à la suite de l’annulation des séries contre la relégation en LNA. Dernier du tour de relégation malgré un effectif de joueurs expérimentés à la LNA, Bâle est pourtant relégué. Durant la saison 2004-2005, il ne joue que huit matches lors d'une saison compromise par des blessures à une épaule et un genou en compote. Il arrête sa carrière de joueur au terme de la saison.
Pendant sa carrière internationale, il a participé aux Jeux olympiques d'hiver de 1992.

## Reconversion
Dino Kessler est désormais journaliste au Blick pour lequel il écrit comme expert de hockey,.

## Statistiques
| Saison    | Équipe          | Ligue |    | Saison régulière | Saison régulière | Saison régulière | Saison régulière | Saison régulière |   | Séries éliminatoires | Séries éliminatoires | Séries éliminatoires | Séries éliminatoires | Séries éliminatoires |
| Saison    | Équipe          | Ligue | PJ | B                | A                | Pts              | Pun              | PJ               | B | A                    | Pts                  | Pun                  |                      |                      |
| 1984-1985 | HC Coire        | LNA   | -  | -                | -                | -                | -                |                  |   |                      |                      |                      |                      |                      |
| 1985-1986 | HC Coire        | LNB   | 26 | 3                | 4                | 7                | 10               |                  |   |                      |                      |                      |                      |                      |
| 1986-1987 | HC Coire        | LNA   | 20 | 1                | 3                | 4                | 2                |                  |   |                      |                      |                      |                      |                      |
| 1987-1988 | HC Coire        | LNB   | 30 | 5                | 8                | 13               | 26               |                  |   |                      |                      |                      |                      |                      |
| 1988-1989 | HC Coire        | LNB   | 33 | 12               | 21               | 33               | 34               | 10               | 2 | 7                    | 9                    | 32                   |                      |                      |
| 1989-1990 | HC Coire        | LNB   | 36 | 16               | 19               | 35               | 52               | 8                | 3 | 5                    | 8                    | 16                   |                      |                      |
| 1990-1991 | EV Zoug         | LNA   | 36 | 3                | 6                | 9                | 24               | 3                | 0 | 0                    | 0                    | 4                    |                      |                      |
| 1991-1992 | EV Zoug         | LNA   | 36 | 5                | 10               | 15               | 53               | 5                | 1 | 0                    | 1                    | 6                    |                      |                      |
| 1992-1993 | CP Berne        | LNA   | 27 | 3                | 9                | 12               | 30               | 4                | 0 | 1                    | 1                    | 8                    |                      |                      |
| 1993-1994 | EV Zoug         | LNA   | 34 | 3                | 15               | 18               | 36               | 9                | 1 | 8                    | 9                    | 14                   |                      |                      |
| 1994-1995 | EV Zoug         | LNA   | 34 | 8                | 22               | 30               | 30               | 12               | 2 | 8                    | 10                   | 26                   |                      |                      |
| 1995-1996 | EV Zoug         | LNA   | 33 | 8                | 21               | 29               | 48               | 9                | 0 | 3                    | 3                    | 10                   |                      |                      |
| 1996-1997 | EV Zoug         | LNA   | 45 | 6                | 26               | 32               | 40               | 10               | 1 | 4                    | 5                    | 14                   |                      |                      |
| 1997-1998 | EV Zoug         | LNA   | 40 | 6                | 13               | 19               | 62               | 19               | 2 | 5                    | 7                    | 34                   |                      |                      |
| 1998-1999 | EV Zoug         | LNA   | 42 | 5                | 19               | 24               | 38               | 8                | 0 | 0                    | 0                    | 8                    |                      |                      |
| 1999-2000 | EV Zoug         | LNA   | 42 | 6                | 15               | 21               | 86               | 5                | 1 | 3                    | 4                    | 10                   |                      |                      |
| 2000-2001 | EV Zoug         | LNA   | 35 | 7                | 11               | 18               | 69               | 4                | 0 | 0                    | 0                    | 8                    |                      |                      |
| 2001-2002 | Genève-Servette | LNB   | 23 | 7                | 14               | 21               | 90               | 13               | 0 | 13                   | 13                   | 8                    |                      |                      |
| 2002-2003 | Genève-Servette | LNA   | 36 | 4                | 10               | 14               | 102              | 3                | 0 | 1                    | 1                    | 0                    |                      |                      |
| 2003-2004 | Bâle            | LNA   | 39 | 6                | 12               | 18               | 42               |                  |   |                      |                      |                      |                      |                      |
| 2004-2005 | Bâle            | LNB   | 8  | 1                | 1                | 2                | 20               |                  |   |                      |                      |                      |                      |                      |

## Trophées et honneurs personnels
- Champion de Suisse en 1997-1998  avec le EV Zoug